# Bachman & Turner
Bachman & Turner is een Canadese rockband die ontstond in 2009.
De band werd opgericht door Randy Bachman en Fred Turner, die eerder hadden samengespeeld in Bachman-Turner Overdrive (BTO). Die band viel uit elkaar omdat Randy Bachman er geen zin meer in had. Hij verkocht bij dat vertrek kennelijk de naam van die band aan de overige drie leden Rob Bachman, Blair Thornton en diezelfde Turner. Die restanten hielden er in 1996 mee op. Rob Bachman en Thornton tekenden wel protest aan, toen Bachman en Turner deze nieuwe muziekgroep wilden oprichten onder de naam Bachman-Turner. De namen leken te veel op elkaar. Als wederprotest liet Randy Bachman een hele serie bandnamen juridisch vastleggen. Het werd uiteindelijk Bachman & Turner.
Bachman en Turner gingen vervolgens op tournee. In 2014 zijn ze van plan tijdens concerten het gehele album Not fragile (topalbum van BTO) uit te voeren.  De muziek van het eerste album van het duo lijkt daarbij meer op de eerste twee albums van Bachman-Turner Overdrive dan op die van de succesalbums.

## Discografie
- 2010 Bachman & Turner
- 2010 Forged in rock
- 2012 Live at the Roseland Ballroom, NYC